# ایخا
ایخا (به لاتین: Ikha) یک منطقهٔ مسکونی در روسیه است که در شهرستان کازبکوفسکی واقع شده‌است.